# Бобков Олександр Михайлович
Олександр Михайлович Бобков (18 квітня 1960 р., м.Донецьк;) — проросійський політик, український колабораціоніст з Росією, народний депутат України 7-го скликання, член Партії регіонів.

## Освіта
У 1992 році закінчив Донецький державний університет. Спеціальність — планування промисловості, кваліфікація — економіст.[джерело?]
У 2000 році закінчив Донецький державний університет, спеціальність — правознавство, кваліфікація — юрист.[джерело?]

## Трудова діяльність
У 1979 році працював водієм АТП № 21462.
З 1981 по 1992 рік — водій в донецькому АТП № 11462.
У 1986 році — голова профспілки «Працівників автотранспорту і шосейних доріг».
З 1992 по 1997 рік — заступник директора ТОВ «Холдинг — Лада».
З 1997 по січень 2002 року — директор дочірнього підприємства «Будьонівський колгоспний ринок».
У січні-квітні 2002 року — директор філії Аудиторської фірми «Аудит — Адвокат — Україна».
У 2002—2010 роках — голова Будьонівської райради в Донецьку.
З 2004 по 2010 рік — очолює міську організацію Партії регіонів.
З липня 2010 року — заступник голови Донецької обласної організації Партії регіонів.
У 2010 році був обраний депутатом Донецької обласної ради, де очолив постійну комісію з питань інвестиційної політики, зовнішньоекономічних зв'язків та інноваційної діяльності.
З листопада 2012 року народний депутат Верховної Ради України VII скликання, обраний по багатомандатному виборчому округу № 41.
У березні 2014 року Бобков провів спільну прес-конференцію з окремими представниками проросійських мітингів у Донецьку, на якій заявив, що їхні вимоги щодо децентралізації та федералізації шляхом проведення референдуму виправдані..
За свідченням «секретаря ради безпеки ДНР» Олександра Ходаковського Олександр Бобков номінально бере участь у бойових діях на сході України на боці сепаратистів у складі батальйону «П'ятнашка».

## Сім'я
Одружений. Дружина — Галина Олександрівна, син — Владислав.